# Rio Jucá
O rio Jucá é um curso de água que banha o estado do Ceará, no Brasil.
É um afluente do rio Jaguaribe. Sua nascente está localizada no município de Parambu e sua foz em Aiuaba. Em seu leito está o Açude Jucá (Parambu) com capacidade de 31,8 milhões de metros cúbicos.